# Caminandes
カミナンデス (Caminandes) は、監督：パブロ・バスケス (スペイン語: Pablo Vazquez)、製作：Blender Foundationによる短編コンピュータアニメーション映画シリーズである。このタイトルはスペイン語の道路 (スペイン語: camino)・歩く (スペイン語: caminar) と世界最長の山脈であるアンデス (スペイン語: Andes) のかばん語になっている。

## 概要
この映画はチャック・ジョーンズの漫画から着想を得ている。CC BYの下で公開されている。
作品一覧
- Caminandes 1: Llama Drama (2013)
- Caminandes 2: Gran Dillama (2013)
- Caminandes 3: Llamigos (2016)

登場キャラクター
- コロ (Koro) - 主人公。パタゴニアのリャマ。
- オティ (Oti) - マゼランペンギン。3作目に登場する。
- アルマジロ - 1・2作目に登場する。

## ソフトウェア
この映画は以下のソフトウェアを利用して製作された。
- Blender - フリーかつオープンソースの3DCGソフトウェア
- GIMP - フリーかつオープンソースのラスターグラフィックスエディタ
- Krita - フリーかつオープンソースのデジタルペインティングソフトウェア
- Linux - フリーかつオープンソースのUnix系オペレーティングシステム

## 受賞歴
2014年、ヤン・モルゲンシュテルン (ドイツ語: Jan Morgenstern) がジェリー・ゴールドスミス賞を受賞した。

## ギャラリー
- Caminandes 1: Llama Drama (2013)
- Caminandes 2: Gran Dillama (2013)
- Caminandes 3: Llamigos (2016)